# 洛洛蒂基約
洛洛蒂基約（西班牙語：Lolotiquillo），是薩爾瓦多的城鎮，位於該國東北部，由莫拉桑省負責管轄，面積22.62平方公里，海拔高度438米，2007年人口4,915，人口密度每平方公里217.29人。
13°44′N 88°05′W / 13.733°N 88.083°W